# Konstantinas Povilas Valuckas
Konstantinas Povilas Valuckas (* 30. Januar 1943 in Kaunas) ist ein litauischer Onkologe.

## Leben
Von 1966 bis 1969 arbeitete er als Arzt im Krankenhaus Kėdainiai. Von 1969 bis 1972 war er Aspirant. 1974 promovierte er am Onkologieinstitut Litauens. 1990 habilitierte er in Moskau zum Thema „Elektroröntgenoskenografie in der Onkologie“. Von 1975 bis 1990 war er Leiter der Abteilung für Radiologie am Institut für Onkologie Litauens. Seit 1995 ist er  Professor an der Universität Vilnius. Seit 1990 leitet er Lietuvos onkologijos centras.

## Quelle
1. ↑  Leben (Memento vom 10. Dezember 2010 im Internet Archive)

| Personendaten    | Personendaten                  |
| ---------------- | ------------------------------ |
| NAME             | Valuckas, Konstantinas Povilas |
| KURZBESCHREIBUNG | litauischer Onkologe           |
| GEBURTSDATUM     | 30. Januar 1943                |
| GEBURTSORT       | Kaunas                         |